# Superkubok SSSR 1987
La Superkubok SSSR 1987 è stata la 6ª edizione della Supercoppa dell'Unione Sovietica.
La competizione si è svolta in gara unica tra Dinamo Kiev, vincitore del campionato e Torpedo Mosca, vincitore della coppa nazionale.
A conquistare il trofeo è stata la Dinamo Kiev, che ha battuto ai rigori la formazione moscovita.

## Tabellino
| Arbitro: | Timošenko (Rostov sul Don) |

|                                            |                      |                                               |
| Širinbekov 47’                             | Marcatori            | 81’ Bjelanov                                  |
| Charin Polukarov Kobzev Širinbekov Agaškov | Tiri di rigore 4 – 5 | Bjelanov Dem"janenko Baltača Blochin Bezsonov |